# Ravalli County
Ravalli County je okres na západě státu Montana v USA. K roku 2015 zde žilo 41 373 obyvatel. Správním městem okresu je Hamilton. Celková rozloha okresu činí 6 192 km². Na jihu a západě sousedí se státem Idaho.

## Sousední okresy
| Růžice kompasu |                     | Missoula County     |                   | Růžice kompasu |
| Růžice kompasu | Idaho County, Idaho | Sever               | Granite County    | Růžice kompasu |
| Růžice kompasu | Idaho County, Idaho | Ravalli County      | Granite County    | Růžice kompasu |
| Růžice kompasu | Idaho County, Idaho | Jih                 | Granite County    | Růžice kompasu |
| Růžice kompasu |                     | Lemhi County, Idaho | Beaverhead County | Růžice kompasu |